# 에리카 헤닝슨
에리카 헤닝슨(Erika Henningsen, 1992년 8월 13일 ~ )은 미국의 배우, 가수, 성우이다.